# Renault Captur I
La prima generazione della Renault Captur è un'autovettura di tipo crossover SUV prodotta dalla casa automobilistica francese Renault dal 2013 al 2019.

## Profilo e caratteristiche

### Debutto
Nel 2011 viene presentata al salone di Ginevra la concept Captur, una vettura di tipo crossover SUV caratterizzata da linee tondeggianti, corpo vettura compatto 4,12 metri di lunghezza e un'altezza da terra maggiorata. Da lì fu avviato un progetto destinato alla realizzazione di un crossover compatto da affiancare alla "sorella" Nissan Juke.
La vettura definitiva è stata svelata l'11 gennaio 2013 e la presentazione ufficiale è avvenuta due mesi dopo al Salone di Ginevra.

### Design esterno e interno

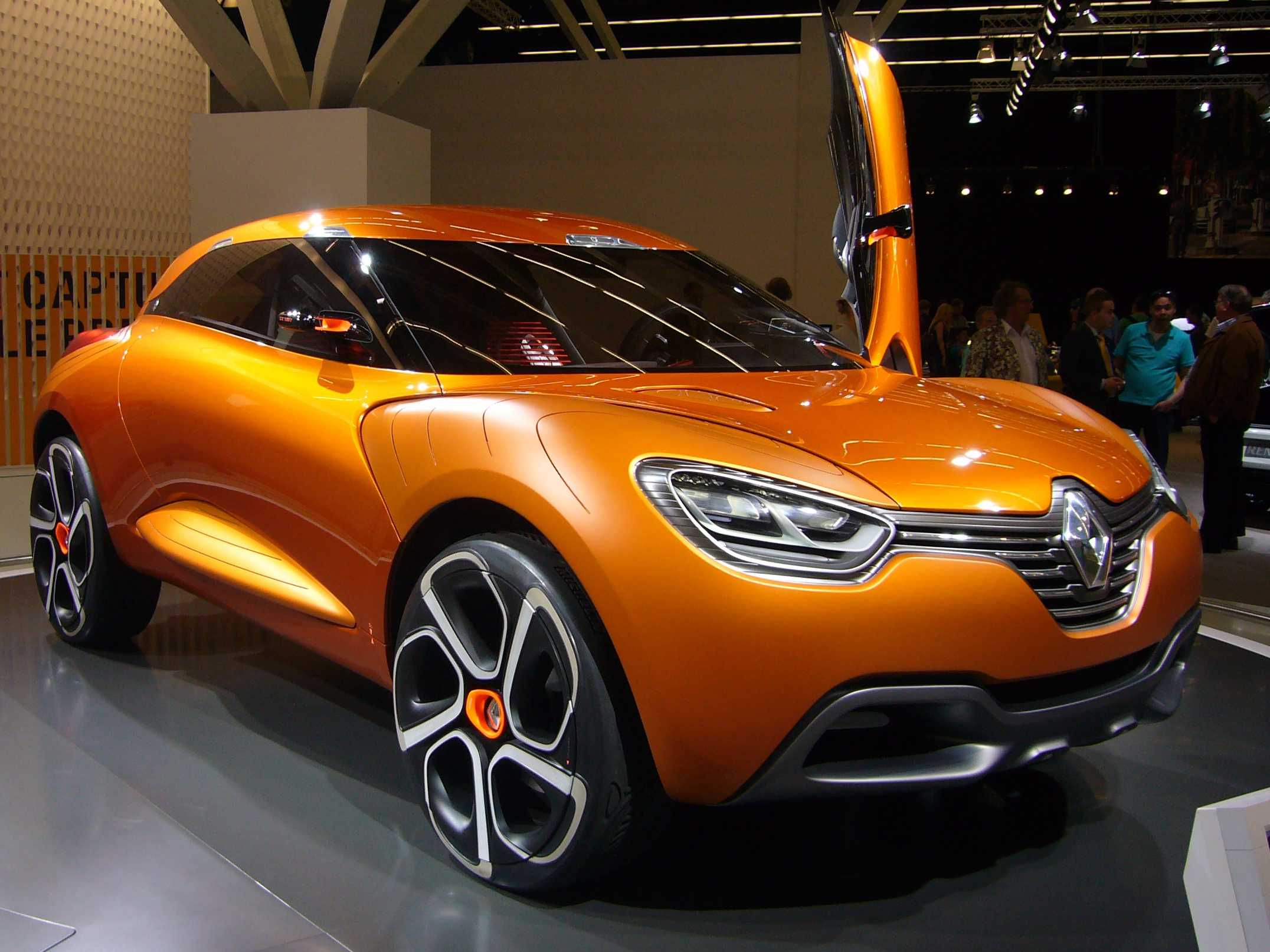
La Concept car del 2011

Della concept riprende praticamente solo il frontale, con la calandra nera più larga al centro per ospitare il logo della casa automobilistica e più stretta ai lati. Il disegno di tale calandra rappresenta il nuovo corso stilistico introdotto da Laurens van den Acker un paio di anni prima. Anche i gruppi ottici anteriori ricordano nel disegno quelli della concept car del 2011, mentre il paraurti parzialmente in plastica nera conferisce alla vista d'insieme del frontale maggiore percezione di robustezza. La fiancata ha un profilo razionale che penalizza il dinamismo in favore della praticità: mentre la concept Captur rivelava una caratterizzazione sportiva, la Captur di serie è più tradizionale ed è improntata maggiormente all'abitabilità e al comfort. Ciò è visibile specialmente nella zona posteriore della fiancata, dov'è evidente l'andamento verticale della coda e quello meno spiovente del padiglione, senza contare il fatto che il modello di serie è a 5 porte, mentre la concept sfoggiava due porte con apertura a compasso. La vista laterale è appesantita dalla linea di cintura alta, che sale ulteriormente nella zona posteriore, dai passaruota in plastica nera. Dalla Clio IV (con cui condivide gran parte della meccanica, derivata dalla Juke, a sua volta derivata dalla Clio III) la Captur riprende il disegno della zona sottoporta, in tinta differenziata, un elemento peraltro già presente nell'omonima concept, sebbene in forma meno visibile. La coda è caratterizzata dal massiccio paraurti con fascia in plastica nera che si raccorda con i passaruota, sotto il quale prende posto anche un parasassi decorativo.
L'abitacolo della Captur è volto all'abitabilità. La plancia, la strumentazione e il posto guida, per ragioni di progetto e abbattimento dei costi di produzione, riprendono quanto già introdotto nella quarta generazione della Clio. Da essa vengono ripresi anche diversi componenti come il volante, ma anche il cruscotto con due strumenti circolari più il tachimetro ovale di tipo digitale che va a intersecarsi tra i primi due. Altri elementi ripresi dalla Clio sono la console centrale con schermo integrato e il disegno della zona riservata ai comandi per la climatizzazione. Tra le differenze vi sono invece il disegno della palpebra del cruscotto, che nella Captur è più fluida, e la disposizione delle bocchette d'aerazione centrali.

### Meccanica e motorizzazioni
La Captur nasce sulla base meccanica della Nissan Juke di prima generazione, con cui condivide le soluzioni dell'avantreno di tipo MacPherson, del retrotreno ad assale torcente, dei freni a disco autoventilati sulle ruote anteriori, a tamburo sulle ruote posteriori e dello sterzo a cremagliera con servocomando elettrico.
Motorizzazioni al debutto:
- TCe 90: è il nuovo tricilindrico della Serie H da 899 cm³ con sovralimentazione mediante turbocompressore e potenza massima di 90 CV;
- TCe 120: motore da 1197 cm³, sempre della serie H ma a 4 cilindri, anch'esso sovralimentato e con potenza di 120 CV;
- dCi 90: motore diesel della famiglia K e della serie di motori Energy, con cilindrata di 1461 cm³ e con potenza massima di 90 CV.

Tre erano le varianti di trasmissione nella gamma d'esordio, così distribuite:
- la versione TCe 90 era prevista di serie con un cambio manuale a 5 marce;
- la versione TCe 120 era prevista di serie con un cambio a doppia frizione a 6 rapporti;
- la versione dCi 90 era inserita invece nella gamma in entrambe le varianti di trasmissione.

## Evoluzione

### Primi anni di carriera
Per quanto riguarda la prima fase di carriera, la Captur non ha conosciuto grossi aggiornamenti alla gamma motori. La vettura ha riscosso da subito in buon successo di vendite. Le uniche novità veramente degne di nota si sono avute nella primavera del 2015, quando la gamma vide l'arrivo del nuovo 1.5 dCi da 110 CV, mentre il TCe da 120 CV divenne disponibile anche con il cambio manuale a 5 marce. Quanto alla nuova motorizzazione diesel, essa venne prevista invece in abbinamento a un cambio manuale a 6 marce.

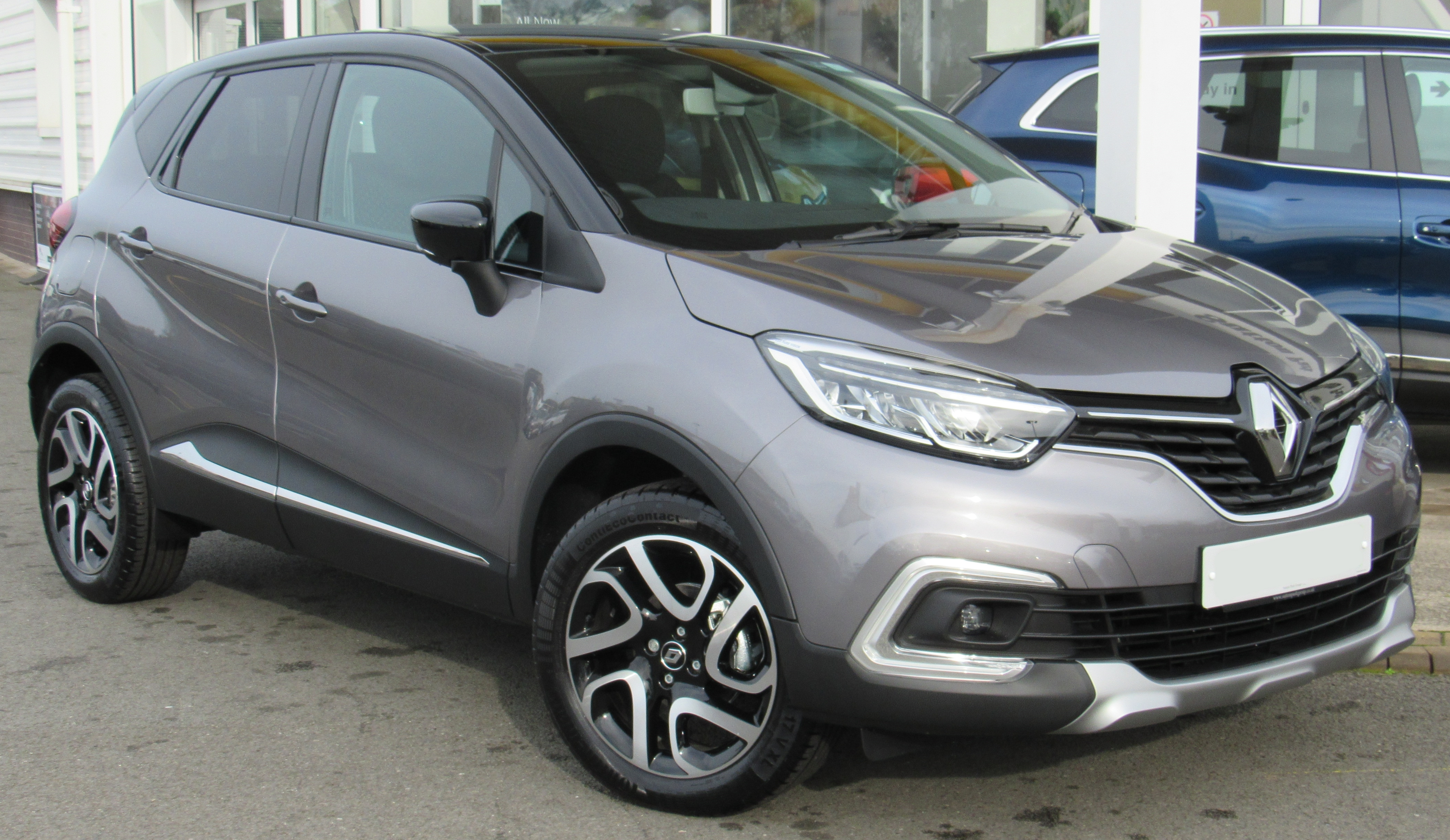
Restyling 2017

### Restyling 2017
A marzo 2017 la vettura viene sottoposta a un restyling introdotto al salone di Ginevra dello stesso anno. I maggiori cambiamenti vi sono a livello estetico, con nuovi fari, nuova calandra cromata e nuovi paraurti anteriori. Viene introdotto anche un nuovo tetto panoramico in cristallo, ottenibile a richiesta. Invariata ancora una volta la gamma motori. Un anno dopo, nella primavera del 2018, si ha un nuovo arrivo nella gamma della Captur, che viene estesa verso l'alto con il lancio della versione TCe 150, spinta dal nuovo motore 1.3 turbo da 150 CV. Tuttavia tale versione, almeno inizialmente non viene prevista che solo per alcuni mercati, tra cui quello francese e quello svizzero. Solo nel corso dello stesso anno, questa nuova motorizzazione verrà estesa ad altri mercati europei, assieme a una sua variante depotenziata a 130 CV che va a sostituire il precedente 1.2 TCe da 120 CV.
La prima generazione della Captur è stata tolta di produzione nel settembre del 2019: a partire dal mese seguente è stata avviata la produzione dalla seconda generazione.

## Riepilogo caratteristiche
| Modello                                                              | Motore | Cilindrata (cm³) | Potenza CV/rpm | Coppia Nm/rpm | Cambio/Nº rapporti           | Massa a vuoto (kg) | Velocità max | Acceler. 0-100 km/h (in secondi) | Consumo (l/100 km) | Emissioni CO2 (g/km) | Anni di produzione |
| Versioni a benzina                                                   |        |                  |                |               |                              |                    |              |                                  |                    |                      |                    |
| TCe 90                                                               | H4Bt   | 899              | 90/5250        | 135/2500      | Manuale a 5 marce            | 1.101              | 171          | 12,9                             | 4,9                | 113                  | 04/2013-10/2019    |
| TCe 120                                                              | H5Ft   | 1197             | 120/4900       | 190/2000      | Manuale a 6 marce            | 1.180              | 192          | 10,9                             | 5,4                | 125                  | 03/2017-08/2018    |
| TCe 120 EDC                                                          | H5Ft   | 1197             | 120/4900       | 190/2000      | Doppia frizione a 6 rapporti | 1.180              | 192          | 10,9                             | 5,4                | 125                  | 04/2013-08/2018    |
| TCe 130                                                              | H5Ht   | 1330             | 130/5000       | 220/1500      | Manuale a 6 marce            | -                  | 200          | 10,2                             | 5,9                | 134                  | 08/2018-10/20191   |
| TCe 1501                                                             | H5Ht   | 1330             | 150/5000       | 250/1700      | Manuale a 6 marce            | 1.253              | 205          | 8,2                              | 5,6                | 125                  | 04/2018-10/20191   |
| TCe 150 EDC1                                                         | H5Ht   | 1330             | 150/5000       | 250/1700      | Doppia frizione 6 rapporti   | 1.273              | 205          | 9,2                              | 5,4                | 120                  | 04/2018-10/20191   |
| Versioni diesel                                                      |        |                  |                |               |                              |                    |              |                                  |                    |                      |                    |
| dCi 90 Eco2                                                          | K9K    | 1461             | 90/4000        | 220/1750      | Manuale a 5 marce            | 1.170              | 171          | 13,1                             | 3,6                | 96                   | 04/2013-10/2019    |
| dCi 90 EDC                                                           | K9K    | 1461             | 90/4000        | 220/1750      | Doppia frizione a 6 rapporti | 1.170              | 171          | 13,1                             | 4,1                | 103                  | 04/2013-10/2019    |
| dCi 110                                                              | K9K    | 1461             | 110/4000       | 260/1750      | Manuale a 6 marce            | 1.190              | 175          | 11                               | 3,7                | 98                   | 04/2015-10/2019    |
| Note: 1Non per tutti i mercati, in Italia solo a partire dal 01/2019 |        |                  |                |               |                              |                    |              |                                  |                    |                      |                    |